# From Filthy Tongue of Gods and Griots
From Filthy Tongue of Gods and Griots — второй студийный альбом американского экспериментального хип-хоп дуэта dälek, вышедший 5 августа 2002 года.

## Об альбоме
Запись пластинки длилась около четырёх лет, в период с 1998 по 2002 год. Помимо участников дуэта, отвечающих за вокальное исполнение и семплирование соответственно, в записи принимали участие различные приглашённые музыканты, исполнившие партии гитары, ударных и клавишных.
Альбом выдержан в стилистике авангардного хип-хопа с мрачными абстрактными текстами. Пластинка сочетает в себе элементы разнообразных жанров от индастриала до конкретной музыки и прочие музыкальные эксперименты, «которые звучат, как нечто из кошмара Дэвида Линча», по определению редакции электронного журнала Pitchfork. Редакцией этого же музыкального издания From Filthy Tongue of Gods and Griots был включён в список пятидесяти лучших альбомов 2002 года.

## Список композиций
1. «Spiritual Healing» — 3:29
2. «Speak Volumes» — 4:42
3. «…From Mole Hills» — 5:18
4. «Antichristo» — 1:21
5. «Hold Tight» — 4:15
6. «Heads» — 1:38
7. «Black Smoke Rises» — 12:02
8. «Trampled Brethren» — 5:12
9. «Voices of the Ether» — 4:55
10. «Forever Close My Eyes» — 7:49
11. «Classical Homicide» — 5:59